# Strikeforce: Henderson vs. Babalu II
Strikeforce: Henderson vs. Babalu II foi um evento de artes marciais mistas promovido pelo Strikeforce, ocorrido em 4 de dezembro de 2010 no Scottrade Center em St. Louis, Missouri.

## Background
O vencedor da luta entre Sobral e Henderson estaria selecionado para enfrentar Rafael Cavalcante na luta pelo Cinturão Meio Pesado do Strikeforce. 
Lutas preliminares no evento apresentaram quatro lutadores do programa de intercambio técnico do Strikeforce, o Fighter Exchange Program.  Essas lutas foram transmitidas ao vivo pelo Sherdog.com.
Herschel Walker saiu de sua luta com Scott Carson devido a um corte perto do seu olho esquerdo. A luta foi movida para janeiro no Strikeforce: Diaz vs. Cyborg, onde Walker derrotou Carson no primeiro round por nocaute técnico.
Scott Smith lutaria contra Jesse Finney no evento, mas acabou por enfrentar o estreante Paul Daley. Um novo oponente nunca foi anunciado para Finney, que acabou saindo do card por sofrer uma lesão e passar por cirurgia.
Valentijn Overeem também saiu de sua luta com Antônio Silva após sofrer uma lesão nos treinamentos. Mike Kyle foi seu substituto. 
Esse foi o primeiro evento do Strikeforce onde 4 lutas do card principal terminaram em nocaute.
O evento teve audiência de aproximadamente 341,000, com picos de 465,000 na Showtime.

## Ligações Externas
1. ↑  A luta foi interrompida devido a um tiro de meta acidental.